# فريدريش بولوك
فريدريش بولوك (بالألمانية: Friedrich Pollock )‏ (و. 1894 – 1970 م) هو اقتصادي، وفيلسوف، وعالم اجتماع ألماني، ولد في فرايبورغ، توفي عن عمر يناهز 76 عاماً.

## التعليم
تعلم في جامعة غوته في فرانكفورت.